# تاريخ الشاي في اليابان
بدأ تاريخ الشاي في اليابان في وقت مبكر من القرن الثامن عشر، وفقاً للمراجع الأولية في السجلات اليابانية. أصبح الشاي مشروب الصفوة المتدينة من المجتمع الياباني، عندما جلب المبعوثون والقساوسة اليابانيين، الذين أرسلوا إلى الصين للتعرف على حضارة البلاد، الشاي عند عودتهم إلى اليابان. وقد يكون الراهبان البوذيان كوكاي (Kūkai) وسايشو (Saichō) أول من أدخل بذور الشاي إلى اليابان. كان الشاي الذي جُلب من الصين على شكل ألواح مضغوطة. أصبح الشاي المشروب المفضل لدى الطبقة المخملية، بعد أن شجع الإمبراطور ساجا زراعة نبات الشاي. كانت اليابان تستورد بذور الشاي من الصين ثم تزرعها في أراضيها.
أصبح استهلاك الشاي منتشراً في أوساط الطبقة العليا خلال القرن الثاني عشر، عقب نشر الراهب إيساي (Eisai) سجل فوائد شرب الشاي للصحةKissa) Yōjōki). ساعد موقع مدينة أوجي (Uji) الاستراتيجي بالقرب من العاصمة كيوتو (Kyoto)، على أن تصبح أول منطقة لإنتاج الشاي خلال هذه الحقبة. في أوائل القرن الثالث عشر والرابع عشر، تطورت السمات المميزة لثقافة الشاي اليابانية إلى ما هي عليه الآن، وأصبح حفل الشاي الياباني من أهم رموز الثقافة اليابانية.
في القرون اللاحقة، ازداد إنتاج الشاي، وأصبح جزءًا أساسيًا لعامة الشعب. أدى انتشار نوع السانشا من الشاي في القرن الثامن عشر؛ إلى إنتاج نوع جديد ومميز من الشاي الأخضر، والذي هيمن على أنواع الشاي في الوقت الحاضر في اليابان. وخلال القرنين التاسع عشر والعشرين، حوّل التطور الصناعي والأوتوماتيكي صناعة الشاي الياباني إلى عملية ذات كفاءة عالية، وقادرة على إنتاج كميات هائلة من الشاي، بالرغم من محدودية الأرض الصالحة للزراعة.

## التاريخ المبكر
على الأرجح، استخدم اليابانيون الشاي لأول مرة في القرن الثامن خلال حقبة نارا، عندما أرسلت اليابان وفدًا دبلوماسيًا إلى شانغان (Chang'an)، عاصمة سلالة تانغ، حاكمة الصين. عادت هذه الوفود بعد التعرف على الحضارة الصينية وتعاليمها، إلى جانب الرسومات الفنية، والأدب، وغيرها من الفنون الإنسانية. يشير كتاب (Chakyō Shōsetsu)، أن الإمبراطور شومو (Shōmu) قدم مسحوق الشاي لمائة راهب في عام 729، ولكن هناك بعض الشكوك بمصداقية النص.
في عام 804، وصل الراهبان كوكاي وسايشو إلى الصين بهدف دراسة الدين كجزء من بعثة ترعاها الحكومة أثناء حقبة هيان. ذكر كتاب شرياشو (Shōryōshū) المؤلف عام 814، أن كوكاي شرب الشاي خلال إقامته في الصين. وعاد إلى اليابان عام 806. ويعد كوكاي أول من استخدم مصطلح شانويو (茶の湯)، والذي يشير إلى حفل الشاي الياباني خصيصاً. وعقب عودة الراهبان إلى اليابان، زودا مدرستي شينغون (Shingon) وتينداي (Tendai) بتعاليم الديانة البوذية، على التوالي. ويُعتقد أن أحدهما أو كلاهما قد جلب بذور الشاي إلى اليابان لأول مرة خلال هذه الرحلة. وغالباً ما يُعد سايشو، الذي عاد إلى اليابان عام 805، أول من زرع بذور الشاي في اليابان، بالرغم من عدم وجود أدلة كافية لهذا التوثيق.
يشير كتاب (Kuikū Kokushi)، أن رئيس الدير قد قدم الشاي للإمبراطور ساجا في عام 815. ويعد هذا أقدم مرجع موثوق لتاريخ شرب الشاي في اليابان. بعد ذلك، يقال بأن الإمبراطور قد أمر بإنشاء خمس مزارع للشاي بالقرب من العاصمة. وُصف حكم الإمبراطور ساجا بحبه الكبير للصين، وشمل أيضاً شغفه للشاي. وكان معجباً بالشعر الصيني، الذي يشيد بفوائد الشاي. تشير أيضاً أشعار الإمبراطور ساجا وأشعار غيره في البلاط الإمبراطوري إلى شرب الشاي.
تؤكد مؤلفات لاحقة من عهد هيان أن الكهنة البوذيون كانوا يزرعون ويستهلكون الشاي على نطاق ضيق كجزء من شعائرهم الدينية، وأن العائلة الإمبراطورية والنبلاء كانوا أيضاً يشربون الشاي. ولكن اقتصرت هذه العادة على هاتين الفئتين دون بقية الناس. في القرون اللاحقة لوفاة الإمبراطور ساجا، فُقد الاهتمام بحضارة تانغ الصينية، وكذلك بالنسبة لعادة شرب الشاي. استمرت سجلات هذه الفترة بالتعريف بقيمته شرابًا طبيًا ومنبهًا، وهناك بعض الأقوال عن شربه مع الحليب، ولكن تلاشت هذه الممارسات فيما بعد.
كان الشاي المستخدم في هذه الفترة على شكل ألواح مضغوطة تسمى دانشا (団茶)، وكان هذا الشكل الشائع في الصين أثناء حكم سلالة تانغ. كتب لويو (Lu Yu)، دراسة الشاي الكلاسيكي، أول بحث عن الشاي في العالم، قبل بضعة عقود من زمن كوكاي وسايشو. وقد شرح لو يو في دراسته كيفية تبخير،وتحميص، وضغط الشاي في ألواح، إضافة إلى طحن الشاي إلى مسحوق وتحريكه في الماء الساخن إلى أن يكون رغوة قبل الشرب. ويُعتقد أن هذه العملية قد تطورت إلى طريقة تحضير مسحوق شراب الماتشا، الذي ظهر لاحقاً في اليابان.  